# Schloss Auerose

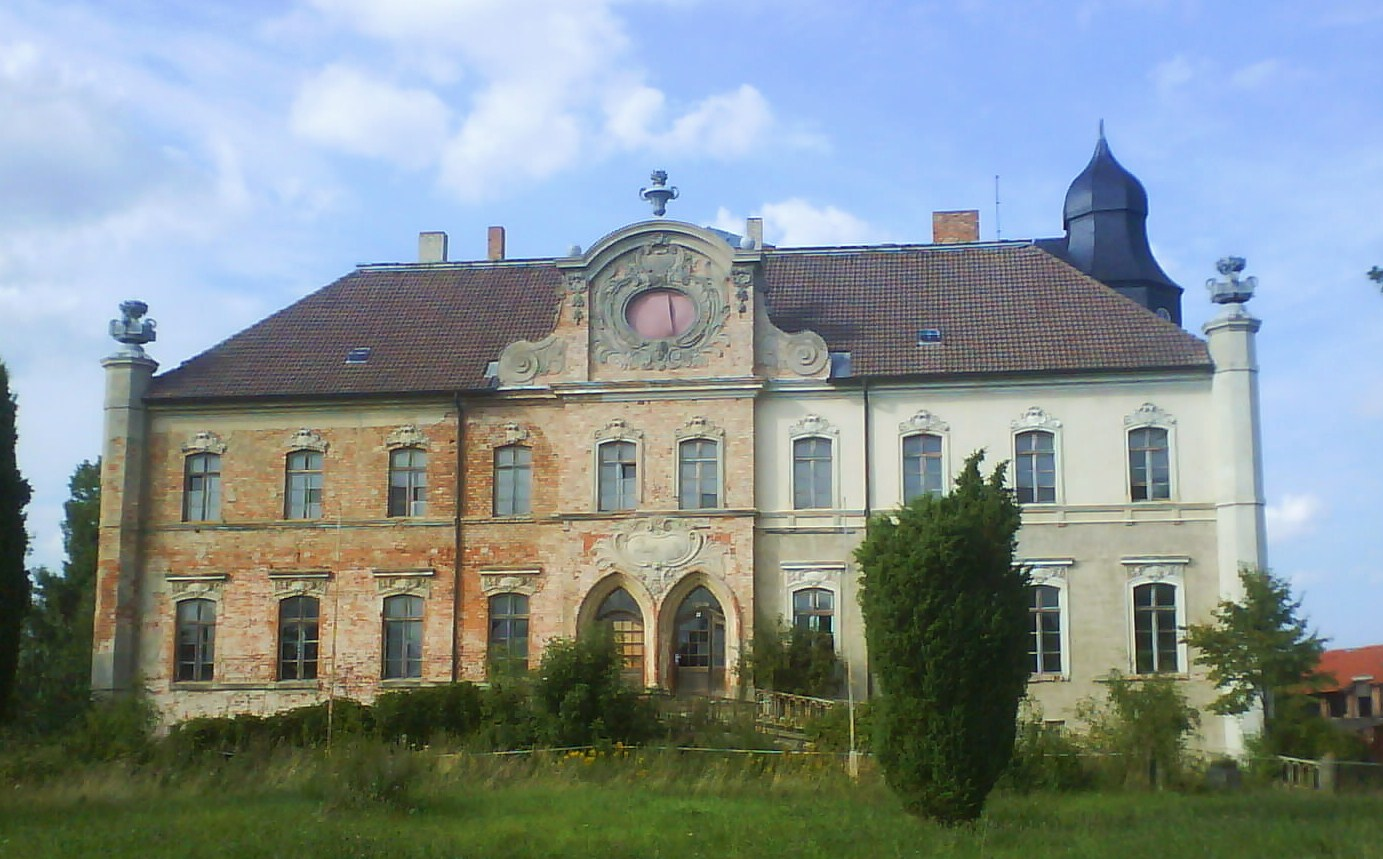
Schloss Auerose (2007)

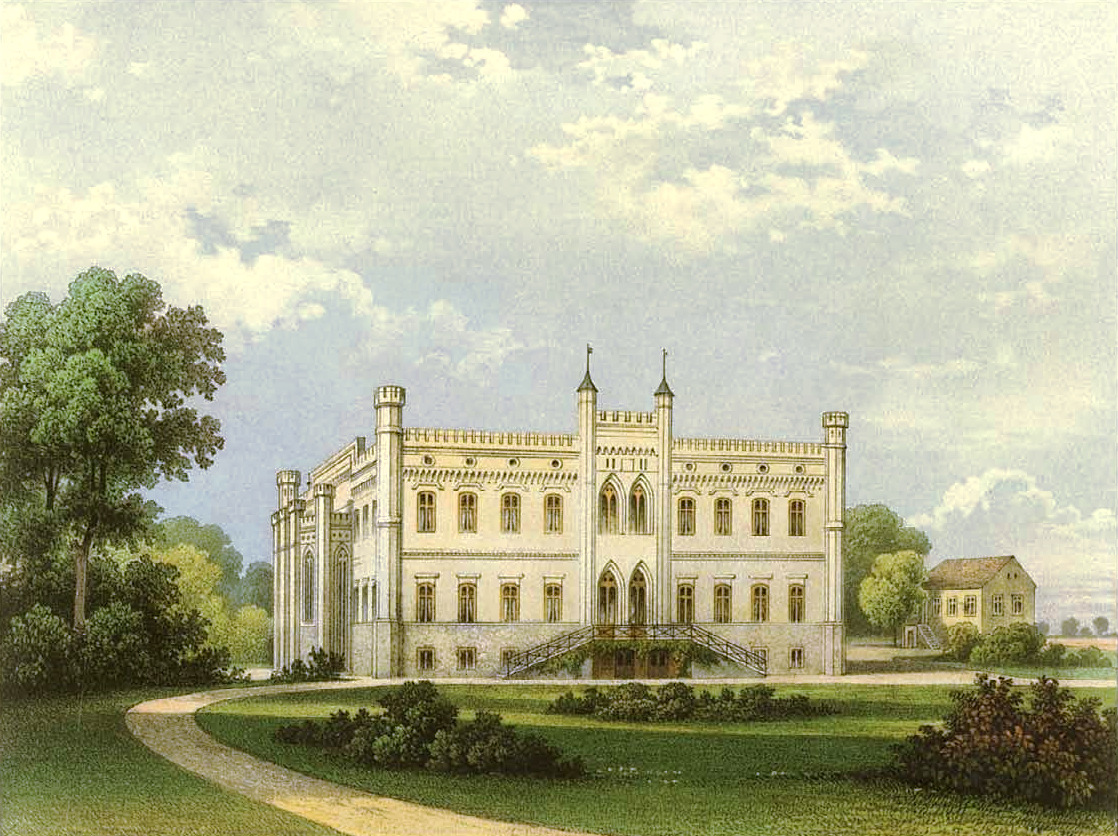
Schloss Auerose um 1864/65, Sammlung Alexander Duncker

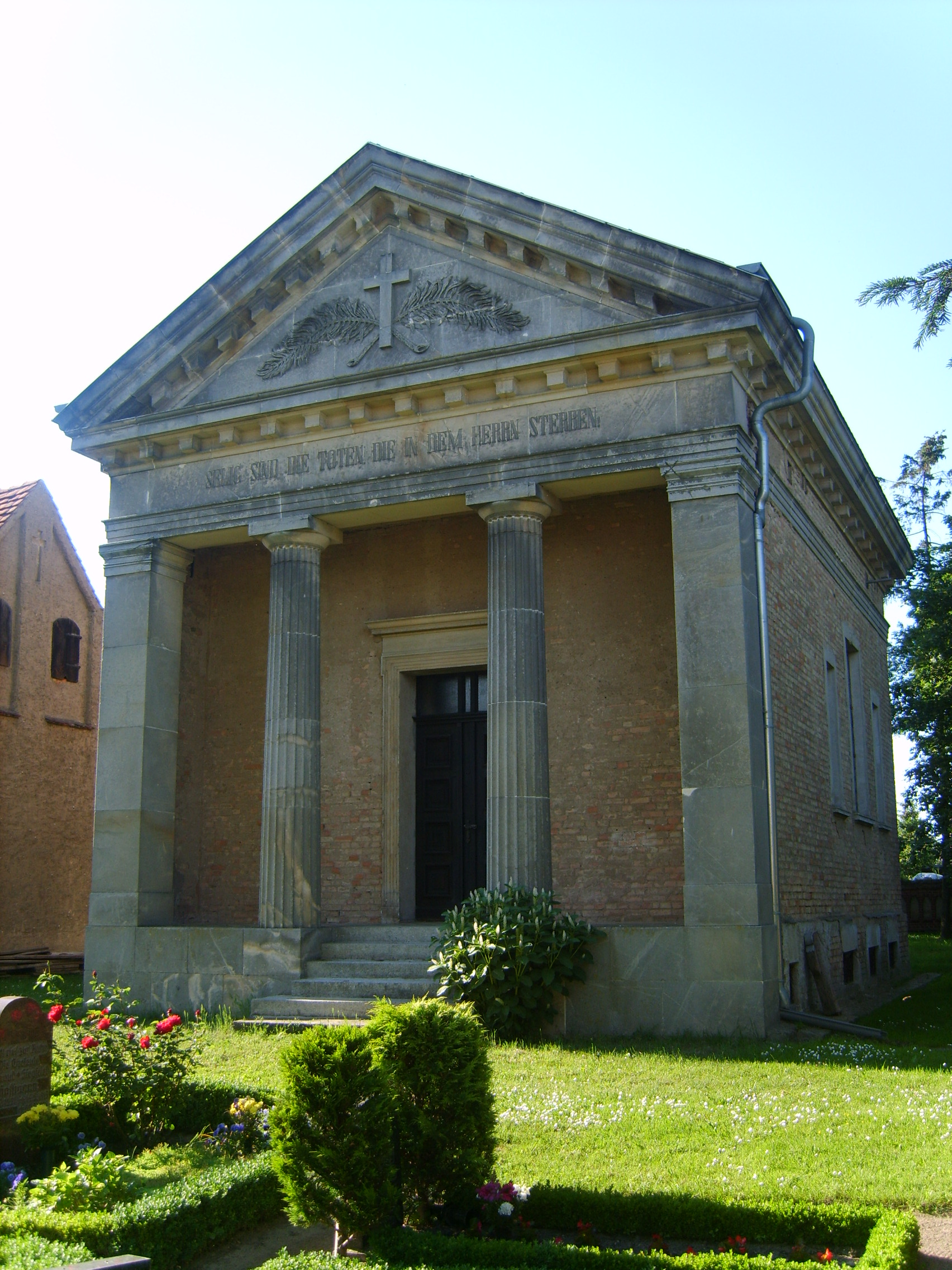
Borcken-Mausoleum in Auerose

Das Schloss Auerose, auch Gutshaus Auerose, ist ein Herrenhaus in Neu Kosenow, Ortsteil Auerose und befindet sich etwa sieben Kilometer südlich von Anklam im Landkreis Vorpommern-Greifswald.

## Geschichte
Nachdem das Gut Auerose im 18. Jahrhundert aus dem Besitz der Familie von Schwerin an die Familie von Bor(c)ken übergegangen war, ließ Franz Alexander Friedrich Wilhelm von Borcken 1848/1849 ein repräsentatives Herrenhaus im neugotischen Stil errichten. Die Familie selbst war erst kurz zuvor am 17. Februar 1847 durch den König von Preußen in den Adelsstand erhoben worden und entsendete nun ihre Söhne auch zu bekannten Adelsinternaten. Des Weiteren wurden mehrfach höhere Schulen der Umgebung wie das Gymnasium Anklam nachweislich finanziell unterstützt. Ebenfalls verheirateten sie ihre Töchter in Offiziersfamilien und die Schwiegersöhne starteten Karrieren beim Militär. 1861 wurde des Weiteren Barnim Bogislaw Baumann (1854–1921) als natürlicher Sohn des Ernst August von Borcke und der Anna Maria Baumann in den Adelsstand als Barnim von Borcken-Auerose erhoben.
1902 wurde das Gebäude im neobarocken Stil – mit Jugendstil-Anklängen – umgeformt und der Eckturm errichtet. Um 1907 war Fritz von Borcken-Auerose, Sohn des Vorgenannten und der Johanna Dettmann, der Gutsinhaber. Das Gut Auerose hatte vor dem Ersten Weltkrieg einen Umfang von 632 ha, dann 619 ha
Neben dem 619 ha Rittergut Auerose, mittlerweile im Eigentum des Bruders Wolf von Borcken-Auerose besaß Werner von Borcken-Auerose im Jahre 1939 noch einen 50 ha großen Hof im benachbarten Kagendorf, der war aber unterverpachtet.
1945 wurde die Familie von Borcken-Auerose im Zuge der Bodenreform enteignet. Im Herrenhaus wurden Wohnungen eingerichtet und das Haus wurde bis nach der Wende von mehreren Familien bewohnt. Seit 1992 in Privatbesitz, wurde das Gebäude bislang nur teilweise restauriert.

## Gebäude
Das Herrenhaus ist ein quadratischer, zweigeschossiger Putzbau mit einem hohen Kellergeschoss (Souterrain) und einem nordöstlichen Eckturm mit geschwungener Haube errichtet. Die Hauptfassade an der Südseite ist zehnachsig mit einem zweiachsigen Mittelrisalit. Dieser hat ein spitzbogiges Doppelportal und ein aufwendiges Frontispiz mit Ochsenauge. Die Auffahrt vor der Fassade ist doppelläufig.
Die Eingangshalle erstreckt sich über zwei Etagen und ist mit reichen Holzschnitzereien aus der Erbauungszeit ausgestattet.